# جان میچی
جان میچی (انگلیسی: John Michie؛ زادهٔ ۲۵ اکتبر ۱۹۵۶) بازیگر اهل میانمار است.
از فیلم‌ها یا مجموعه‌های تلویزیونی که وی در آن‌ها نقش داشته‌است، می‌توان به تاگارت، پوآرو، خیابان کورونیشن، شهر هالبی و تلفات اشاره نمود.